# Буашампре
Буашампре (фр. Boischampré) — муніципалітет у Франції, у регіоні Нижня Нормандія, департамент Орн. Буашампре утворено 1 січня 2015 року шляхом злиття муніципалітетів Марсе, Сен-Кристоф-ле-Жажоле, Сен-Луає-де-Шам i Вриньї. Адміністративним центром муніципалітету є Сен-Кристоф-ле-Жажоле. Населення — 1181 особа (01.01.2021).